# Hugo Eric Flores Cervantes
Hugo Eric Flores Cervantes (Ciudad de México, 2 de marzo de 1969) es un político, académico y abogado mexicano. Fue fundador y presidente de los partidos políticos Encuentro Social y Encuentro Solidario.
Fue Delegado Federal de los programas de la Secretaría de Bienestar en el estado de Morelos durante el gobierno del presidente Andrés Manuel López Obrador. Ha sido diputado federal y diputado en la Asamblea Constituyente de la Ciudad de México.

## Biografía

### Primeros años
Flores es abogado egresado de la Facultad de Derecho de la Universidad Nacional Autónoma de México, con maestría y estudios de doctorado en Ciencias Jurídicas por la Universidad de Harvard.
Ha trabajado en distintos despachos de abogados tanto nacionales como extranjeros, como Cleary, Gottlieb, Steen & Hamilton en Nueva York, Estados Unidos; Consultores Jurídicos Aduanales Especializados y es socio fundador de Consultores de Planeación Estratégica y Capacitación Administrativa.
Fue profesor visitante del CIDE y es coautor del libro Acteal: la otra injusticia, Análisis crítico del caso y del debido proceso en la justicia en México.

### Trayectoria política
El 13 de mayo de 2005 fundó la Agrupación Política Estatal Encuentro Social como asociación civil, antecesora directa de la asociación. El 30 de octubre de 2006 el Consejo Estatal Electoral de Baja California le otorgó el registro como partido político bajo el nombre de Partido Encuentro Social. 
El 28 de febrero de 2006, como líder de la nueva organización política Encuentro Social, Hugo Eric Flores anunció un pacto con el Partido Acción Nacional. Ahí declararon que apoyarían la candidatura de Felipe Calderón a la presidencia en las elecciones de ese mismo año.
En 2006, después del triunfo de Calderón en las elecciones, Flores obtuvo una posición en la Secretaría de Medio Ambiente y Recursos Naturales. Seis meses después fue acusado por un órgano de observación de la propia secretaría por nombrar a Gustavo Okie su coordinador de asesores. Esto lo llevaría a la inhabilitación pues él tenía un historial como funcionario público de nueve sanciones administrativas y estaba inhabilitado para trabajar en el gobierno federal. A la lista de acusaciones se sumó la de alterar un documento. Como consecuencia, quedó expulsado de su cargo e inhabilitado para ocupar otra plaza en la administración pública federal hasta 2020.
En la LX y LXI Legislaturas, Flores fue senador suplente de María Teresa Ortuño bajo el sello del Partido Acción Nacional aunque no ejerció dicha posición. Posteriormente, fue diputado federal suplente para el Partido Revolucionario Institucional.
En 2014, concurrente con la transición de Encuentro Social para convertirse en un partido político nacional, Flores fue nombrado Presidente del Comité de Directiva Nacional del partido, su posición más alta.
El partido posteriormente eligió a Flores Cervantes en su lista de candidatos para los asientos de representación proporcional en la Cámara de Diputados de la cuarta circunscripción electoral (representando a la Ciudad de México). Como parte del reparto plurinominal, ganó un asiento en la LXIII Legislatura del Congreso de la Unión. 
Ocupó un puesto en la Comisión de Desarrollo Social, Finanzas y Crédito Público, en la comisión de Puntos Constitucionales (C. Diputados), así como en el Comité del Centro para el Estudio de Finanzas Públicas. En 2015 fue designado como consejero propietario del Poder Legislativo ante el Consejo General del Instituto Nacional Electoral (INE) y fue uno de los catorce diputados designados por la cámara de Diputados a la Asamblea Constitucional de Ciudad de México.

## Controversias

### Homofobia
Debido a la ideología del Partido Encuentro Solidario, se ha señalado retiradamente a Flores Cervantes como homófobo y discriminador luego de que el Instituto Nacional Electoral señalara que algunos sufragios debían ser ocupados por miembros de la comunidad LGBT, el 10 de marzo de 2021 Flores Cervantes comentaría: «Es una lástima porque va en contra de la estructura del partido».
Por otra parte, Óscar Alfredo Martínez Moreno, precandidato a diputado en Veracruz por el PES, se mostró indignado pidiendo respeto a la comunidad y declarando: «Soy una persona respetuosa de las instituciones, partidos políticos, pero no tolero que se hagan este tipo de declaraciones, el llamado a la inclusión, a ser sensibles y a entender que todos tenemos derechos y se deben defender los derechos político-electorales de la comunidad y de todas las minorías».

### Vacunas
El 14 de abril fue captado en vídeo junto a su familia en el Aeropuerto Internacional de la Ciudad de México para abordar un vuelo en primera clase a Houston (Texas). Fue acusado de presuntamente ir para adquirir una dosis una vacuna contra COVID-19. En su cuenta de Twitter negó tales afirmaciones, compartiendo que fue a una junta de negocios con un dueño de una empresa con sede en Houston, diciendo lo siguiente:

✍💜 No tengo nada que ocultar, trabajo de manera honesta con un gran entusiasmo por fortalecer la institución familiar.
Nosotros sí damos la cara y vamos a seguir dándola por la vida y por la familia.

### Vínculo con el asesinato de Samir Flores
El martes 19 de febrero de 2019, el activista Samir Flores acudió a una asamblea informativa encabezada por Hugo Eric Flores quien entonces actuaba como delegado del gobierno federal para el estado de Morelos. La asamblea tenía por objetivo llevar a la consulta sobre la instalación de dos termoeléctricas que conformaban parte del Proyecto Integral Morelos. En esa conferencia el activista habría confrontado verbalmente al representante gubernamental y tres días después él sería asesinado. Como respuesta, su familia solicitó se investigase al representante y al entonces gobernador del Estado, Cuauhtémoc Blanco.
Cuatro años después, en 2023, Hugo Eric Flores quebraría su alianza con el gobernador de Morelos y, sobre el caso Samir Flores, negaría su relación con el asesinato del defensor del territorio. Declaró: «No soy homicida, yo no soy ningún criminal».

### Caso Acteal
Durante su estancia como profesor visitante en el CIDE, Hugo Eric Flores participó en su clínica jurídica. Esta clínica decidió tomar la defensa de los militares acusados de participar en la matanza.Como consecuencia de la defensa que realizó de los acusados, coescribió el libro Acteal: la otra injusticia, Análisis crítico del caso y del debido proceso en la justicia en México.El contenido del libro ha sido controvertido en distintos círculos, políticos y jurídicos. La controversia específicamente gira en torno al avance de narrativas que parecieran exonerar a los acusados, sin necesariamente apegarse a la realidad. Entre estas narrativas se encuentra la que postula un enfrentamiento entre zapatistas y grupos armados de autodefensa, así como la negación de la existencia misma de las fuerzas paramilitares.Como resultado de la presentación del libro y de la defensa de la clínica jurídica se liberaron a 20 personas acusadas de haber formado parte del cuerpo de paramilitares que cometió la masacre.